# Pokémon Ruby и Sapphire
Pokémon Ruby Version и Sapphire Version (яп. ポケットモンスター ルビー・サファイア Покэтто монста: Руби: Сафайа, «Покемон: Рубиновая версия и Сапфировая версия») — японские ролевые игры, разработанные студией Game Freak для портативного устройства Game Boy Advance и выпущенные компанией Nintendo. На территории Японии были изданы в конце 2002 года, через несколько месяцев появились версии для Северной Америки и PAL-региона. Pokémon Emerald, специальное издание игры, вышло спустя два года — эти три игры (Pokémon Ruby, Sapphire и Emerald), а также FireRed и LeafGreen, ремейки первой части Red и Blue, относятся к третьему поколению серии Pokémon, также известному как «advanced generation» («продвинутое поколение»).
По сравнению с предыдущими играми геймплей почти не изменился; в распоряжение игроку даётся главный герой — мальчик или девочка, так же, как это было в предыдущих играх серии. Прежними остались и цели игры: поймать всех доступных покемонов и победить лучших тренеров региона — так называемую Элитную четвёрку. Основная сюжетная линия включает борьбу с местной криминальной организацией, стремящейся получить контроль над регионом. Были добавлены новые функции, среди которых сражение вдвоём против двух соперников и особые способности (англ. Abilities) каждого покемона. В связи с увеличением мощности консоли стало возможным играть вместе четырём игрокам вместо двух. Кроме того, были добавлены поддержка устройства Nintendo e-Reader и возможность интеграции с другими играми «продвинутого поколения».
Ruby и Sapphire получили в основном положительные отзывы журналистов, хотя те разделились во мнении относительно графики и геймплея. Большинство негативных отзывов обращено на то обстоятельство, что геймплей не сильно изменился по сравнению с предыдущими поколениями. Падение популярности Pokémon и рост популярности серии Yu-Gi-Oh! не позволили продажам подняться выше предыдущих поколений. Тем не менее игры всё равно получились успешными с коммерческой точки зрения: после реализации более чем 13 миллионов копий по всему миру они стали самым продаваемым продуктом для Game Boy Advance за всю историю консоли.

## Игровой процесс

Брендан и Мэй, персонажи, за которых можно играть в Pokémon Ruby и Sapphire

Основные элементы игровой механики Ruby и Sapphire большей частью остались такими же, как и в предыдущих играх серии. В начале игры предлагается выбрать пол персонажа и дать ему любое имя. По умолчанию персонажа-мальчика зовут Брендан, а девочку Мэй, хотя игрок имеет возможность переименовать героев по своему усмотрению. Соперник будет противоположного пола выбранному персонажу: если выбрать мальчика, соперницей выступит девочка Мэй, так же и с Бренданом. В игре используется вид от третьего лица. Процесс игры протекает на трёх игровых экранах: карта мира, где показан сам игровой мир, по которому путешествует персонаж; экран сражения, где происходит бой между покемонами; игровое меню, где игрок просматривает свой инвентарь, организует команду покемонов и настраивает процесс игры. Игрок начинает путешествие с одним покемоном и со временем может поймать ещё, ловя их в покеболы — специальные аппараты в виде мяча, в которых покемон живёт и путешествует вместе с тренером. Когда игрок сталкивается с диким покемоном или начинает бой с другим тренером, игра переключается в режим сражения. Во время боя можно драться, использовать инвентарь, менять покемонов или убегать (последнее невозможно во время боя с тренерами). Каждый покемон имеет очки здоровья (HP); когда они падают до нуля, покемон ослабевает и не может больше драться, пока его не вылечат. Если покемон игрока побеждает другого покемона (вызывает его ослабевание), то покемон-победитель получает очки опыта (EXP). После накопления достаточного количества очков опыта покемон поднимается на следующий уровень; также большинство покемонов эволюционируют при достижении определённого уровня.
Кроме боя, один из наиболее значимых элементов геймплея игр серии Pokémon — поимка новых покемонов. Во время боя с диким покемоном (покемонов других тренеров поймать нельзя) игрок может применить покебол на него. Если повезёт, покемон останется в покеболе и станет частью группы покемонов игрока (или же сохранится на компьютер, если в группе нет места). Секрет успеха прост: перед поимкой дикого покемона следует побольше измотать (снизить его HP до минимума, не оглушая его), чтобы у того не было сил выбраться из покебола; чем слабее покемон, тем больше вероятность, что он не выйдет из покебола; либо использовать более дорогой покебол с более высоком рейтингом поимки (англ. Catch Rate).

### Новые возможности геймплея

В этом бою два на два один из покемонов игрока атакует вражеского покемона

Нововведением в механике боя стало добавление возможности боёв два на два, когда покемоны тренеров сражаются в командах по двое. Следовательно, определённые действия любого из покемонов могут затронуть обе сражающиеся стороны сразу. Добавились скрытые способности (англ. Innate abilities), у покемонов появились собственные характеры (англ. Natures). Способности дают своим обладателям преимущества и особые возможности в бою, такие как иммунитет против некоторых атак или увеличение силы удара. Характер влияет на поведение покемона в бою. Также появился пункт «состояние» (англ. Condition), который определяет состояние атак и возможностей покемона: их силу, развитие и т. д. Степень их развития важна при участии в Соревнованиях покемонов (англ. Pokémon Contests), особого конкурса-игры, где судьи оценивают подготовку и мастерство покемона и его тренера. Все покемоны и их атаки имеют параметр Состояния, который увеличивается при употреблении покемоном покеблоков (англ. Pokéblocks) — конфет, приготовленных из ягод.
Как и в Gold, Silver и Crystal, в Ruby и Sapphire сохранилось течение реального времени: со временем меняются приливы и отливы, растут ягоды. Но, в отличие от предшественников, здесь не сохранилась смена дня и ночи. Также из-за технических спецификаций Ruby и Sapphire не поддерживают взаимодействие с играми предыдущих поколений. К тому же, если играть на Nintendo DS, то обмениваться покемонами и играть вместе нельзя.

### Совместимость с другими устройствами

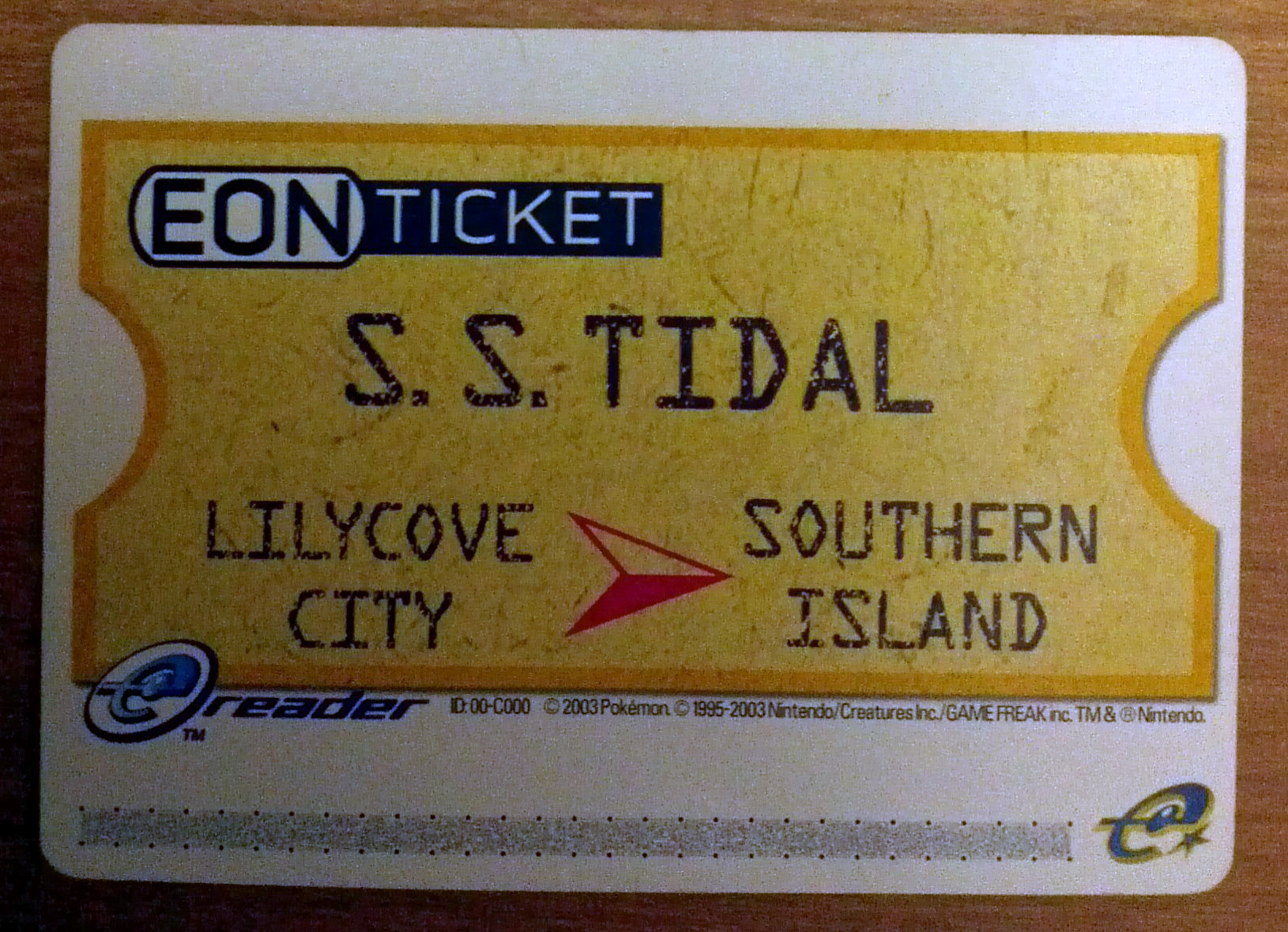
Карта для e-Reader — «Eon Ticket», позволявшая получить доступ к внутриигровому событию

Ruby и Sapphire имеют ограниченную совместимость с устройством Nintendo e-Reader. Nintendo выпустила набор карточек для него, названный Battle-e Cards, которые применялись в сражении с тренерами и содержали в себе информацию о ранее скрытых покемонах. Была также выпущена карточка под названием «Билет вечности» (англ. Eon Ticket); её обладателю открывалась функция «Таинственный подарок» (англ. Mystery Gift), и он, кроме того, получал возможность посетить Южный остров (англ. Southern Island) — ранее скрытое место, где обитает один из двух легендарных покемонов — Латиас в Ruby или Латиос в Sapphire.
Ruby и Sapphire совместимы с играми Pokémon Colosseum, Pokémon XD: Gale of Darkness и Pokémon Box Ruby & Sapphire, вышедшими на консоли GameCube. В отношении первых двух игрок может переносить покемонов между Colosseum/XD и Ruby/Sapphire по достижении определённого сюжетного момента. Также каждый, кто купил комплект предзаказа Colosseum, мог получить особого покемона — Джирачи — и увидеть трейлер нового полнометражного аниме Pokémon: Jirachi Wish Maker. Pokémon Box, который также называли покемонским Microsoft Office, давал игроку возможность хранить и сортировать своих покемонов на GameCube. К тому же в европейской версии Pokémon Channel игрокам давалась возможность получить Джирачи на определённом этапе игры и перенести его в Ruby/Sapphire.

## Сюжет

### Сеттинг
Вымышленная вселенная представляет собой альтернативную современность, но вместо животных в этом мире обитают существа, внешне похожие на обычных зверей и обладающие при этом сверхъестественными способностями, — покемоны. Люди, называющиеся тренерами покемонов, ловят их и тренируют для участия в боях — бои покемонов в определённой степени напоминают спортивные состязания. В боях тренеры не участвуют, сражаются лишь покемоны соперников — их тренеры лишь дают им команды, какую атаку или способность им применить. Бои проходят до момента, пока один из соперников не падает без сознания или не сдаётся — до смерти схватки не происходят никогда. Люди и покемоны живут в мире, могут дружить между собой и жить вместе, добиваться совместных успехов и сражаться за добро. События игр Pokémon Ruby и Sapphire разворачиваются в Хоэнне, вымышленном регионе, внешне схожем с островом Кюсю в Японии. Регион включает девять больших городов и шесть маленьких городков с разными географическими условиями, соединённых между собой дорогами-«маршрутами» (англ. Routes). Как и в предыдущих играх серии, некоторые из них становятся доступными только после выполнения игроком определённых условий.

### История
Как и в других играх серии Pokémon, повествование Ruby и Sapphire строго линейно; основные события разворачиваются в заранее заданном разработчиками порядке. Главный герой Ruby и Sapphire — ребёнок, который недавно переехал в городок Литтлрут. В начале игры он получает у профессора Бёрча одного из стартовых покемонов: Трико (англ. Treecko), Торчика (англ. Torchiс) или Мадкипа (англ. Mudkip). У профессора есть ребёнок, который тоже оказывается тренером покемонов, поэтому он становится соперником главного героя и время от времени будет устраивать с ним поединки. Две основные цели игры — победить Элитную четвёрку, чтобы стать новым чемпионом, и заполнить весь Покедекс (англ. Pokédex) — компьютер-энциклопедию о покемонах, поймав, развив или выменяв всех 386 покемонов.
В дополнение к победе над всеми Лидерами стадионов игрок может выполнять различные маленькие квесты и поручения неигровых персонажей либо попробовать поймать какого-нибудь легендарного покемона. Самый яркий дополнительный сюжет повествует о Команде Аква и Команде Магма, которые хотят с помощью покемонов изменить климат региона. В Ruby злодеями выступает Команда Магма, желающая с помощью легендарного покемона Гроудона осушить море вокруг Хоэнна; в Sapphire злодеи — Команда Аква, стремящаяся затопить Хоэнн водой с помощью легендарного покемона-кита Кайогра, который является антиподом Гроудона.
Незадолго до встречи с первым Лидером герой впервые встречается с Командой Аква/Магма в лесу Петалбурга, когда он или она спасает от них работника компании «Девон» (компания, производящая покеболы) и его товар. По прибытии в город Фалларбор-Таун (после победы на третьем стадионе) протагонист обнаруживает, что профессор Козмо, астроном, был ограблен Аквой/Магмой. Главный герой следит за ними до пещеры Метеоритных водопадов, но не успевает помешать врагам — Команда Аква/Магма уходит из пещеры вместе с метеоритом. Протагонист преследует их и дальше, до вулкана Чимни, когда те готовятся использовать метеорит для изменения погоды. Герой обезвреживает главаря Команды с помощью своих покемонов, а затем возвращает метеорит профессору Козмо. Одержав победу на пятом стадионе, главный герой снова становится свидетелем того, как Аква/Магма вновь пытается изменить погоду, но уже с помощью Кастформа, покемона, способного изменять погоду, похищенного из института погоды. После победы протагониста в шестом спортзале Аква/Магма крадёт шар, способный управлять легендарным покемоном (Гроудоном в Ruby, Кайогром в Sapphire). Затем Команда в Слейтпорт-Сити захватывает подводную лодку, и протагонист не успевает помешать им использовать её. Затем Аква/Магма плывёт на ней к пещере Ложе океана, где спит Кайогр или Гроудон, и с помощью шара будит его. Пробуждённый покемон уходит в Пещеру Начала и вызывает по всему региону засуху (в Ruby) или сильные ливни (в Sapphire). Когда главный герой побеждает (или ловит) покемона, погода в регионе вновь становится нормальной.

## Разработка игры

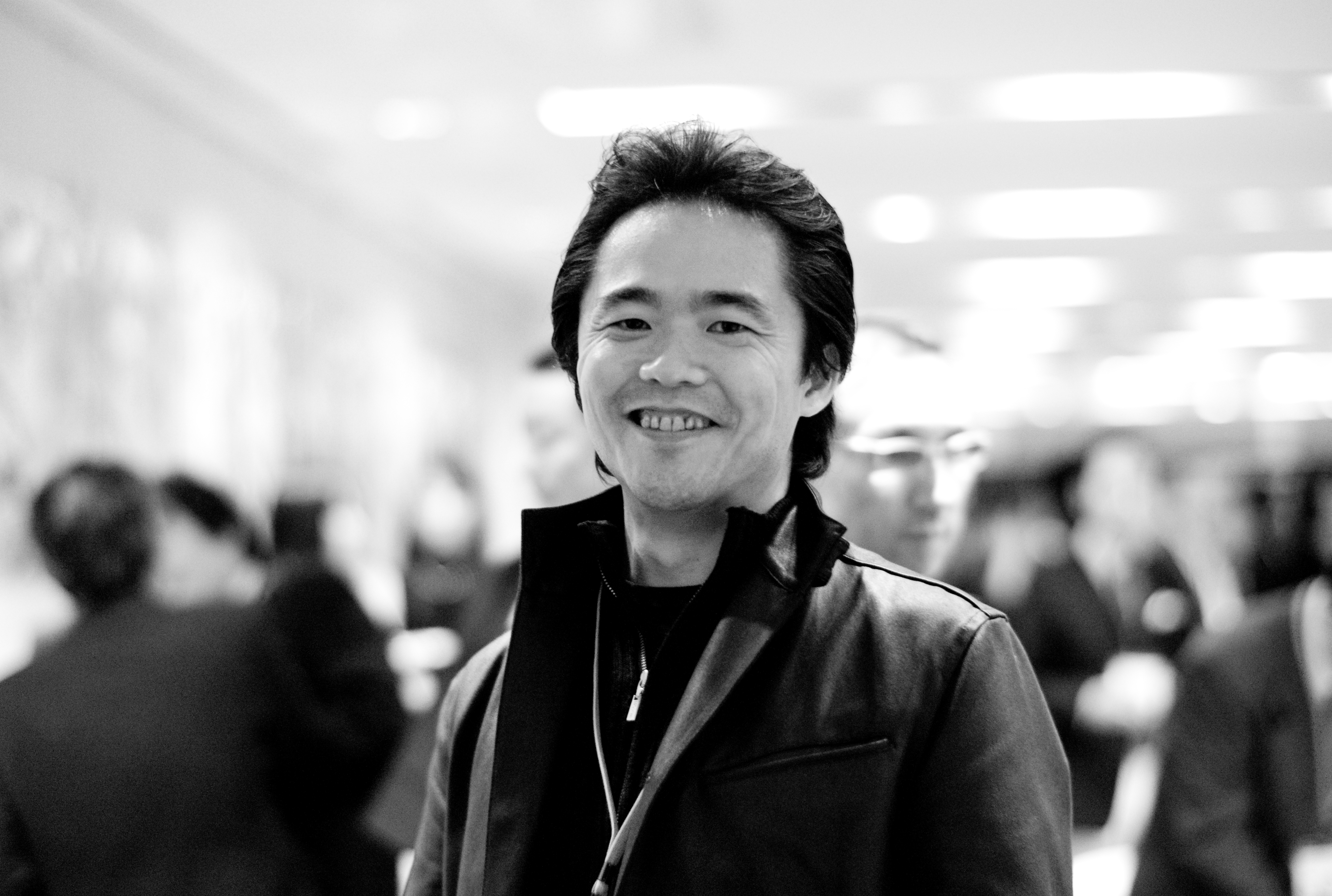
Дзюнъити Масуда, руководитель проекта

Pokémon Ruby и Sapphire были разработаны компанией Game Freak при поддержке Creatures. Как и в случае предыдущих проектов, художественным руководителем вновь выступил Кэн Сугимори, но это были первые портативные игры серии, где он не отвечал за все художественные материалы. Когда его спросили, где дизайнеры берут идеи для новых игр, Сугимори ответил, что они черпают их из детских воспоминаний, из собственного понимания эволюции, животных и насекомых. Даже иной взгляд на мир иногда даёт вдохновение для создания существ. Описывая процесс появления покемона, Сугимори говорит: «Сперва мы выбираем какое-либо насекомое, а затем добавляем ему разные элементы, чтобы сделать его более похожим на покемона, привнесённые элементы делают его более суровым». Масуда утверждает, что философией всех игр серии Pokémon служит общение; это проявляется в обмене и боях с другими людьми. На вопрос о концепции боёв два на два разработчики ответили, что они больше фокусировались на классическом бое один на один как на главном виде соревнований, а бой два на два добавили только как «новое испытание». Они отметили, что если получат о новом типе боёв положительный отклик, то могут оставить эту функцию и в будущих поколениях.
Поскольку Game Boy Advance поддерживал новую, усовершенствованную графику, Ruby и Sapphire стали первыми играми серии, где одновременно в игре могут принимать участие сразу четыре игрока вместо двух, как это было раньше. Команда разработчиков использовала старый графический движок, чтобы игра оставалась простой и не слишком запутывающей. Им хотелось, чтобы игра возымела популярность у большой потребительской аудитории, поэтому игра создавалась достаточно простой для освоения новым поколением детей; при этом добавились некоторые инновационные функции, чтобы привлечь ветеранов серии.

## Саундтрек
Звуковое оформление Ruby и Sapphire состоит только из игровой музыки — все диалоги выводятся на экран в виде текста. Музыка, написанная Дзюнъити Масудой, Го Итиносэ и Морикадзу Аоки, полностью инструментальная, за исключением двух дорожек с вокалом: «Trick Master» и «Slateport City». Саундтрек игры был выпущен в Японии под лейблом Mediafactory 26 апреля 2003 года. Альбом достиг 297 места в чарте Oricon и остался там на неделю. Дзюнъити Масуда написал только музыкальное сопровождение боя, Го Итиносэ музыкальное сопровождение городов, маршрутов, мелкие музыкальные звуки и «Определённые» мелодии, а Морикадзу Аоки — всё остальное.
| \| Disc One \| Disc One \| Disc One \| Disc One \| Disc One \| \| # \| Японское название \| Английское название \| Композитор \| Длительность \| \| -------- \| ---------------------------------- \| -------------------------------- \| --------------- \| ------------ \| \| 1 \| タイトルデモ～ホウエン地方の旅立ち \| Title Demo: Travels around Hoenn \| Го Итиносэ \| 0:36 \| \| 2 \| タイトルデモ２～ダブルバトル～ \| Title Demo 2: Double Battle \| Го Итиносэ \| 0:15 \| \| 3 \| タイトル～メインテーマ～ \| Title: Main Theme \| Го Итиносэ \| 1:42 \| \| 4 \| オープニングセレクト \| Opening Selection \| Морити Аоки \| 1:13 \| \| 5 \| ミシロタウン \| Mishiro Town[22] \| Го Итиносэ \| 1:28 \| \| 6 \| オダマキ研究所 \| Odamaki Research Institute[23] \| Морити Аоки \| 0:52 \| \| 7 \| ハルカ \| Haruka[24] \| Го Итиносэ \| 1:00 \| \| 8 \| たすけてくれ！ \| Help Me! \| Го Итиносэ \| 0:22 \| \| 9 \| 戦闘！野生ポケモン \| Battle! Wild Pokémon \| Дзюнъити Масуда \| 1:29 \| \| 10 \| 野生ポケモンに勝利！ \| Wild Pokémon Defeated! \| Морити Аоки \| 0:23 \| \| 11 \| １０１番道路 \| Route 101 \| Морити Аоки \| 0:59 \| \| 12 \| コトキタウン \| Kotoki Town[25] \| Морити Аоки \| 1:05 \| \| 13 \| ポケモンセンター \| Pokémon Center \| Го Итиносэ \| 1:03 \| \| 14 \| 回復 \| Recovery \| Морити Аоки \| 0:05 \| \| 15 \| 視線！たんぱんこぞう \| Look! Youngster in Shorts[26] \| Морити Аоки \| 0:29 \| \| 16 \| 視線！ミニスカート \| Look! Miniskirt \| Го Итиносэ \| 0:27 \| \| 17 \| 戦闘！トレーナー \| Battle! Trainer \| Дзюнъити Масуда \| 2:19 \| \| 18 \| トレーナーに勝利！ \| Trainer Defeated! \| Го Итиносэ \| 0:31 \| \| 19 \| レベルアップ \| Level Up \| Морити Аоки \| 0:04 \| \| 20 \| トウカシティ \| Touka City[27] \| Морити Аоки \| 1:04 \| \| 21 \| 連れて行く \| Come with Me \| Го Итиносэ \| 0:47 \| \| 22 \| １０４番道路 \| Route 104 \| Го Итиносэ \| 1:10 \| \| 23 \| トウカの森 \| Touka Forest \| Морити Аоки \| 1:04 \| \| 24 \| マグマ団登場！ \| Team Magma Appears \| Го Итиносэ \| 0:45 \| \| 25 \| 戦闘！アクア・マグマ団 \| Battle! Team Aqua/Magma \| Дзюнъити Масуда \| 2:33 \| \| 26 \| アクア・マグマ団に勝利！ \| Defeated Team Aqua/Magma! \| Го Итиносэ \| 0:26 \| \| 27 \| カナズミシティ \| Kanazumi City \| Го Итиносэ \| 1:42 \| \| 28 \| トレーナーズスクール \| Trainers School \| Го Итиносэ \| 1:03 \| \| 29 \| 海を越えて \| Crossing the Sea \| Го Итиносэ \| 0:55 \| \| 30 \| ムロタウン \| Muro Town[28] \| Го Итиносэ \| 1:51 \| \| 31 \| 視線！うきわガール \| Look! A Girl \| Морити Аоки \| 0:32 \| \| 32 \| カイナシティ \| Kaina City[29] \| Го Итиносэ \| 1:55 \| \| 33 \| 海の科学博物館 \| Museum of Oceanography \| Морити Аоки \| 1:47 \| \| 34 \| １１０番道路 \| Route 110 \| Морити Аоки \| 1:03 \| \| 35 \| サイクリング \| Cycling \| Го Итиносэ \| 1:25 \| \| 36 \| ゲームコーナー \| Game Corner \| Го Итиносэ \| 1:44 \| \| 37 \| 当たり！ \| You Got It! \| Морити Аоки \| 0:04 \| \| 38 \| 残念 \| Regret \| Морити Аоки \| 0:04 \| \| 39 \| ＢＤタイム \| BD Time \| Морити Аоки \| 0:22 \| \| 40 \| 大当たり！ \| You Hit the Jackpot! \| Морити Аоки \| 0:05 \| \| 41 \| シダケタウン！ \| Shidake Town![30] \| Го Итиносэ \| 1:14 \| \| 42 \| １１３番道路 \| Route 113 \| Го Итиносэ \| 1:38 \| \| 43 \| ふたごちゃん \| Her Twins \| Го Итиносэ \| 0:25 \| \| 44 \| ハジツゲタウン \| Hajitsuge Town[31] \| Го Итиносэ \| 1:25 \| \| 45 \| ロープウェイ \| Rope Way \| Го Итиносэ \| 0:14 \| \| 46 \| えんとつやま \| Mt. Chimney \| Го Итиносэ \| 1:50 \| \| 47 \| 視線！やまおとこ \| Look! Hiker[32] \| Го Итиносэ \| 0:35 \| \| 48 \| １１１番道路 \| Route 111 \| Го Итиносэ \| 1:13 \| \| 49 \| ジム \| Gym \| Морити Аоки \| 0:59 \| \| 50 \| 戦闘！ジムリーダー \| Battle! Gym Leader \| Дзюнъити Масуда \| 1:46 \| \| 51 \| ジムリーダーに勝利！ \| Gym Leader Defeated! \| Морити Аоки \| 1:12 \| \| 52 \| バッジゲット \| Get Badge \| Морити Аоки \| 0:07 \| \| 53 \| わざマシンゲット \| Get Work Machine[33] \| Морити Аоки \| 0:05 \| \| 54 \| なみのり \| Surfing \| Морити Аоки \| 2:13 \| |                                    |                                  |                 |              |
| Disc One |                                    |                                  |                 |              |
| # | Японское название                  | Английское название              | Композитор      | Длительность |
| 1 | タイトルデモ～ホウエン地方の旅立ち | Title Demo: Travels around Hoenn | Го Итиносэ      | 0:36         |
| 2 | タイトルデモ２～ダブルバトル～     | Title Demo 2: Double Battle      | Го Итиносэ      | 0:15         |
| 3 | タイトル～メインテーマ～           | Title: Main Theme                | Го Итиносэ      | 1:42         |
| 4 | オープニングセレクト               | Opening Selection                | Морити Аоки     | 1:13         |
| 5 | ミシロタウン                       | Mishiro Town                     | Го Итиносэ      | 1:28         |
| 6 | オダマキ研究所                     | Odamaki Research Institute       | Морити Аоки     | 0:52         |
| 7 | ハルカ                             | Haruka                           | Го Итиносэ      | 1:00         |
| 8 | たすけてくれ！                     | Help Me!                         | Го Итиносэ      | 0:22         |
| 9 | 戦闘！野生ポケモン                 | Battle! Wild Pokémon             | Дзюнъити Масуда | 1:29         |
| 10 | 野生ポケモンに勝利！               | Wild Pokémon Defeated!           | Морити Аоки     | 0:23         |
| 11 | １０１番道路                       | Route 101                        | Морити Аоки     | 0:59         |
| 12 | コトキタウン                       | Kotoki Town                      | Морити Аоки     | 1:05         |
| 13 | ポケモンセンター                   | Pokémon Center                   | Го Итиносэ      | 1:03         |
| 14 | 回復                               | Recovery                         | Морити Аоки     | 0:05         |
| 15 | 視線！たんぱんこぞう               | Look! Youngster in Shorts        | Морити Аоки     | 0:29         |
| 16 | 視線！ミニスカート                 | Look! Miniskirt                  | Го Итиносэ      | 0:27         |
| 17 | 戦闘！トレーナー                   | Battle! Trainer                  | Дзюнъити Масуда | 2:19         |
| 18 | トレーナーに勝利！                 | Trainer Defeated!                | Го Итиносэ      | 0:31         |
| 19 | レベルアップ                       | Level Up                         | Морити Аоки     | 0:04         |
| 20 | トウカシティ                       | Touka City                       | Морити Аоки     | 1:04         |
| 21 | 連れて行く                         | Come with Me                     | Го Итиносэ      | 0:47         |
| 22 | １０４番道路                       | Route 104                        | Го Итиносэ      | 1:10         |
| 23 | トウカの森                         | Touka Forest                     | Морити Аоки     | 1:04         |
| 24 | マグマ団登場！                     | Team Magma Appears               | Го Итиносэ      | 0:45         |
| 25 | 戦闘！アクア・マグマ団             | Battle! Team Aqua/Magma          | Дзюнъити Масуда | 2:33         |
| 26 | アクア・マグマ団に勝利！           | Defeated Team Aqua/Magma!        | Го Итиносэ      | 0:26         |
| 27 | カナズミシティ                     | Kanazumi City                    | Го Итиносэ      | 1:42         |
| 28 | トレーナーズスクール               | Trainers School                  | Го Итиносэ      | 1:03         |
| 29 | 海を越えて                         | Crossing the Sea                 | Го Итиносэ      | 0:55         |
| 30 | ムロタウン                         | Muro Town                        | Го Итиносэ      | 1:51         |
| 31 | 視線！うきわガール                 | Look! A Girl                     | Морити Аоки     | 0:32         |
| 32 | カイナシティ                       | Kaina City                       | Го Итиносэ      | 1:55         |
| 33 | 海の科学博物館                     | Museum of Oceanography           | Морити Аоки     | 1:47         |
| 34 | １１０番道路                       | Route 110                        | Морити Аоки     | 1:03         |
| 35 | サイクリング                       | Cycling                          | Го Итиносэ      | 1:25         |
| 36 | ゲームコーナー                     | Game Corner                      | Го Итиносэ      | 1:44         |
| 37 | 当たり！                           | You Got It!                      | Морити Аоки     | 0:04         |
| 38 | 残念                               | Regret                           | Морити Аоки     | 0:04         |
| 39 | ＢＤタイム                         | BD Time                          | Морити Аоки     | 0:22         |
| 40 | 大当たり！                         | You Hit the Jackpot!             | Морити Аоки     | 0:05         |
| 41 | シダケタウン！                     | Shidake Town!                    | Го Итиносэ      | 1:14         |
| 42 | １１３番道路                       | Route 113                        | Го Итиносэ      | 1:38         |
| 43 | ふたごちゃん                       | Her Twins                        | Го Итиносэ      | 0:25         |
| 44 | ハジツゲタウン                     | Hajitsuge Town                   | Го Итиносэ      | 1:25         |
| 45 | ロープウェイ                       | Rope Way                         | Го Итиносэ      | 0:14         |
| 46 | えんとつやま                       | Mt. Chimney                      | Го Итиносэ      | 1:50         |
| 47 | 視線！やまおとこ                   | Look! Hiker                      | Го Итиносэ      | 0:35         |
| 48 | １１１番道路                       | Route 111                        | Го Итиносэ      | 1:13         |
| 49 | ジム                               | Gym                              | Морити Аоки     | 0:59         |
| 50 | 戦闘！ジムリーダー                 | Battle! Gym Leader               | Дзюнъити Масуда | 1:46         |
| 51 | ジムリーダーに勝利！               | Gym Leader Defeated!             | Морити Аоки     | 1:12         |
| 52 | バッジゲット                       | Get Badge                        | Морити Аоки     | 0:07         |
| 53 | わざマシンゲット                   | Get Work Machine                 | Морити Аоки     | 0:05         |
| 54 | なみのり                           | Surfing                          | Морити Аоки     | 2:13         |

| \| Disc Two \| Disc Two \| Disc Two \| Disc Two \| Disc Two \| \| # \| Японское название \| Английский перевод \| Композитор \| Длительность \| \| -------- \| ---------------------------------------- \| --------------------------------------- \| --------------- \| ------------ \| \| 1 \| １１９番道路 \| Route 119 \| Го Итиносэ \| 1:48 \| \| 2 \| ヒワマキシティ \| Hiwamaki City[34] \| Морити Аокэ \| 0:55 \| \| 3 \| １２０番道路 \| Route 120 \| Морити Аоки \| 1:32 \| \| 4 \| インタビュアー \| Interviewer \| Го Итиносэ \| 0:28 \| \| 5 \| サファリゾーン \| Safari Zone \| Го Итиносэ \| 0:52 \| \| 6 \| 視線！ジェントルマン \| Look! Gentlemen \| Го Итиносэ \| 0:42 \| \| 7 \| ミナモシティ \| Minamo City[35] \| Го Итиносэ \| 1:27 \| \| 8 \| 美術館 \| Art Museum \| Морити Аоки \| 2:09 \| \| 9 \| わざ忘れ \| Forget Technique \| Морити Аоки \| 0:04 \| \| 10 \| ユウキ \| Yuuki \| Го Итиносэ \| 0:53 \| \| 11 \| 戦闘！ユウキ・ハルカ \| Battle! Yuuki/Haruka \| Дзюнъити Масуда \| 1:44 \| \| 12 \| 進化 \| Evolution \| Морити Аоки \| 0:33 \| \| 13 \| 進化おめでとう \| Congratulations on Your Evolution \| Морити Аоки \| 0:05 \| \| 14 \| フレンドリィショップ \| Friendly Shop \| Го Итиносэ \| 1:16 \| \| 15 \| おくりびやま \| Okuribi Mountain[36] \| Го Итиносэ \| 1:38 \| \| 16 \| 視線！サイキッカー \| Look! Psychic \| Го Итиносэ \| 0:30 \| \| 17 \| 視線！オカルトマニア \| Look! Occult Maniac \| Го Итиносэ \| 0:50 \| \| 18 \| おくりびやま外壁 \| Okuribi Mountain Outer Wall \| Го Итиносэ \| 1:49 \| \| 19 \| アジト \| Secret Base \| Го Итиносэ \| 1:04 \| \| 20 \| どうぐゲット \| Get Tool \| Морити Аоки \| 0:04 \| \| 21 \| アクア団登場！ \| Team Aqua Appears! \| Го Итиносэ \| 0:50 \| \| 22 \| 戦闘！アクア・マグマ団のリーダー \| Battle! Team Aqua/Magma’s Leader \| Дзюнъити Масуда \| 2:12 \| \| 23 \| 目覚める超古代ポケモン \| Awakening the Super-Ancient Pokémon \| Морити Аоки \| 0:13 \| \| 24 \| 日照り \| Drought \| Го Итиносэ \| 1:05 \| \| 25 \| 大雨 \| Heavy Rain \| Го Итиносэ \| 0:55 \| \| 26 \| ダイビング \| Dive \| Го Итиносэ \| 1:55 \| \| 27 \| ルネシティ \| Rune city[37] \| Го Итиносэ \| 1:32 \| \| 28 \| めざめのほこら \| Small Shrine Mezame[38] \| Морити Аоки \| 1:18 \| \| 29 \| 戦闘！超古代ポケモン \| Battle! The Super-Ancient Pokémon \| Дзюнъити Масуда \| 1:29 \| \| 30 \| 視線！ビキニのおねえさん \| Look! Bikini Girl[39] \| Морити Аоки \| 0:31 \| \| 31 \| サイユウシティ \| Saiyuu City[40] \| Го Итиносэ \| 1:34 \| \| 32 \| きのみゲット \| Get Berry \| Морити Аоки \| 0:04 \| \| 33 \| コンテストロビー \| Contest Lobby \| Го Итиносэ \| 0:55 \| \| 34 \| コンテスト！ \| Contest! \| Го Итиносэ \| 1:08 \| \| 35 \| 結果発表 \| Announcement of the Results \| Го Итиносэ \| 0:37 \| \| 36 \| コンテスト優勝 \| Contest Championship \| Го Итиносэ \| 0:32 \| \| 37 \| おふれのせきしつ \| Ohure No Sekishitsu \| Го Итиносэ \| 1:04 \| \| 38 \| 戦闘！レジロック・レジアイス・レジスチル \| Battle! Regirock, Regice, and Registeel \| Дзюнъити Масуда \| 1:28 \| \| 39 \| カラクリ屋敷 \| Trick House \| Го Итиносэ \| 1:10 \| \| 40 \| すてられぶね \| The Abandoned Ship \| Морити Аоки \| 1:11 \| \| 41 \| バトルタワー \| The Battle Tower \| Морити Аоки \| 1:10 \| \| 42 \| チャンピオンロード \| Champion Road[41] \| Го Итиносэ \| 1:21 \| \| 43 \| 視線！エリートトレーナー \| Look! Elite Trainer \| Го Итиносэ \| 0:49 \| \| 44 \| 四天王登場 \| The Elite Four Appear \| Го Итиносэ \| 0:47 \| \| 45 \| 戦闘！四天王 \| Battle! The Elite Four \| Дзюнъити Масуда \| 1:47 \| \| 46 \| チャンピオンダイゴ \| Champion Daigo[42] \| Го Итиносэ \| 0:51 \| \| 47 \| 決戦！ダイゴ \| Decisive Battle! Daigo! \| Дзюнъити Масуда \| 1:51 \| \| 48 \| ダイゴに勝利！ \| Daigo Is Defeated! \| Морити Аоки \| 0:53 \| \| 49 \| 栄光の部屋 \| Hall of Fame \| Го Итиносэ \| 0:59 \| \| 50 \| 殿堂入り \| Induction into the Hall of Fame \| Го Итиносэ \| 1:09 \| \| 51 \| エンディング \| Ending \| 2:26 \| \| \| 52 \| The End \| \| Го Итиносэ \| 2:16 \| \| 53 \| Trick Master \| \| Кэндзи Томинага \| 2:20 \| \| 54 \| Slateport City \| \| Хорико Такано \| 3:27 \| \| 55 \| Steven Stone \| \| Дзюнъити Масуда \| 3:16 \| |                                          |                                         |                 |              |
| Disc Two |                                          |                                         |                 |              |
| # | Японское название                        | Английский перевод                      | Композитор      | Длительность |
| 1 | １１９番道路                             | Route 119                               | Го Итиносэ      | 1:48         |
| 2 | ヒワマキシティ                           | Hiwamaki City                           | Морити Аокэ     | 0:55         |
| 3 | １２０番道路                             | Route 120                               | Морити Аоки     | 1:32         |
| 4 | インタビュアー                           | Interviewer                             | Го Итиносэ      | 0:28         |
| 5 | サファリゾーン                           | Safari Zone                             | Го Итиносэ      | 0:52         |
| 6 | 視線！ジェントルマン                     | Look! Gentlemen                         | Го Итиносэ      | 0:42         |
| 7 | ミナモシティ                             | Minamo City                             | Го Итиносэ      | 1:27         |
| 8 | 美術館                                   | Art Museum                              | Морити Аоки     | 2:09         |
| 9 | わざ忘れ                                 | Forget Technique                        | Морити Аоки     | 0:04         |
| 10 | ユウキ                                   | Yuuki                                   | Го Итиносэ      | 0:53         |
| 11 | 戦闘！ユウキ・ハルカ                     | Battle! Yuuki/Haruka                    | Дзюнъити Масуда | 1:44         |
| 12 | 進化                                     | Evolution                               | Морити Аоки     | 0:33         |
| 13 | 進化おめでとう                           | Congratulations on Your Evolution       | Морити Аоки     | 0:05         |
| 14 | フレンドリィショップ                     | Friendly Shop                           | Го Итиносэ      | 1:16         |
| 15 | おくりびやま                             | Okuribi Mountain                        | Го Итиносэ      | 1:38         |
| 16 | 視線！サイキッカー                       | Look! Psychic                           | Го Итиносэ      | 0:30         |
| 17 | 視線！オカルトマニア                     | Look! Occult Maniac                     | Го Итиносэ      | 0:50         |
| 18 | おくりびやま外壁                         | Okuribi Mountain Outer Wall             | Го Итиносэ      | 1:49         |
| 19 | アジト                                   | Secret Base                             | Го Итиносэ      | 1:04         |
| 20 | どうぐゲット                             | Get Tool                                | Морити Аоки     | 0:04         |
| 21 | アクア団登場！                           | Team Aqua Appears!                      | Го Итиносэ      | 0:50         |
| 22 | 戦闘！アクア・マグマ団のリーダー         | Battle! Team Aqua/Magma’s Leader        | Дзюнъити Масуда | 2:12         |
| 23 | 目覚める超古代ポケモン                   | Awakening the Super-Ancient Pokémon     | Морити Аоки     | 0:13         |
| 24 | 日照り                                   | Drought                                 | Го Итиносэ      | 1:05         |
| 25 | 大雨                                     | Heavy Rain                              | Го Итиносэ      | 0:55         |
| 26 | ダイビング                               | Dive                                    | Го Итиносэ      | 1:55         |
| 27 | ルネシティ                               | Rune city                               | Го Итиносэ      | 1:32         |
| 28 | めざめのほこら                           | Small Shrine Mezame                     | Морити Аоки     | 1:18         |
| 29 | 戦闘！超古代ポケモン                     | Battle! The Super-Ancient Pokémon       | Дзюнъити Масуда | 1:29         |
| 30 | 視線！ビキニのおねえさん                 | Look! Bikini Girl                       | Морити Аоки     | 0:31         |
| 31 | サイユウシティ                           | Saiyuu City                             | Го Итиносэ      | 1:34         |
| 32 | きのみゲット                             | Get Berry                               | Морити Аоки     | 0:04         |
| 33 | コンテストロビー                         | Contest Lobby                           | Го Итиносэ      | 0:55         |
| 34 | コンテスト！                             | Contest!                                | Го Итиносэ      | 1:08         |
| 35 | 結果発表                                 | Announcement of the Results             | Го Итиносэ      | 0:37         |
| 36 | コンテスト優勝                           | Contest Championship                    | Го Итиносэ      | 0:32         |
| 37 | おふれのせきしつ                         | Ohure No Sekishitsu                     | Го Итиносэ      | 1:04         |
| 38 | 戦闘！レジロック・レジアイス・レジスチル | Battle! Regirock, Regice, and Registeel | Дзюнъити Масуда | 1:28         |
| 39 | カラクリ屋敷                             | Trick House                             | Го Итиносэ      | 1:10         |
| 40 | すてられぶね                             | The Abandoned Ship                      | Морити Аоки     | 1:11         |
| 41 | バトルタワー                             | The Battle Tower                        | Морити Аоки     | 1:10         |
| 42 | チャンピオンロード                       | Champion Road                           | Го Итиносэ      | 1:21         |
| 43 | 視線！エリートトレーナー                 | Look! Elite Trainer                     | Го Итиносэ      | 0:49         |
| 44 | 四天王登場                               | The Elite Four Appear                   | Го Итиносэ      | 0:47         |
| 45 | 戦闘！四天王                             | Battle! The Elite Four                  | Дзюнъити Масуда | 1:47         |
| 46 | チャンピオンダイゴ                       | Champion Daigo                          | Го Итиносэ      | 0:51         |
| 47 | 決戦！ダイゴ                             | Decisive Battle! Daigo!                 | Дзюнъити Масуда | 1:51         |
| 48 | ダイゴに勝利！                           | Daigo Is Defeated!                      | Морити Аоки     | 0:53         |
| 49 | 栄光の部屋                               | Hall of Fame                            | Го Итиносэ      | 0:59         |
| 50 | 殿堂入り                                 | Induction into the Hall of Fame         | Го Итиносэ      | 1:09         |
| 51 | エンディング                             | Ending                                  | 2:26            |              |
| 52 | The End                                  |                                         | Го Итиносэ      | 2:16         |
| 53 | Trick Master                             |                                         | Кэндзи Томинага | 2:20         |
| 54 | Slateport City                           |                                         | Хорико Такано   | 3:27         |
| 55 | Steven Stone                             |                                         | Дзюнъити Масуда | 3:16         |

## Релиз и отзывы

### Продвижение и выпуск
Nintendo не показала Ruby и Sapphire на выставке Electronic Entertainment Expo 2002 года, однако запустила масштабную рекламную кампанию, проводившуюся с марта по май 2003 года и стоившую ей 7 млн долларов. Вдобавок к награждению фирменными товарами каждого, кто оформил предварительный заказ на игру, Nintendo провела конкурс, в котором участники должны были представить видео, где они пели вступительную песню из мультфильма с изменёнными словами; главным призом был автомобиль Lugia PT Cruiser. Через год Nintendo начала программу EON Ticket Summer Tour, во время которой 125 магазинов Toys 'R' Us по всей Америке предлагали с 19 июля по 1 сентября загрузить на консоль Билет вечности. Nintendo запускала два телевизионных ролика, «Faces» и «Names», транслировавшихся по вечерам. В первом показывали людей вместе с похожими на них покемонами, а во втором людей, выкрикивающих имена покемонов. Таким образом подчёркивался факт, что в игре 100 новых покемонов. С целью дополнительного продвижения игр Nintendo сотрудничала с британским производителем напитков Vimto.

### Отзывы критиков
| Сводный рейтинг    | Сводный рейтинг                   |
| Агрегатор          | Оценка                            |
| ------------------ | --------------------------------- |
| GameRankings       | 84,21 % (Ruby) 84,03 % (Sapphire) |
| Metacritic         | 82 % (33 отзыва)                  |
| Иноязычные издания |                                   |
| Издание            | Оценка                            |
| 1UP.com            | B-                                |
| CVG                | 9 / 10                            |
| Eurogamer          | 7 / 10                            |
| Famitsu            | 33 / 40                           |
| GameSpot           | 8,1 / 10                          |
| GameZone           | 9,5 / 10                          |
| IGN                | 9,5 / 10                          |

Игра имела в основном положительные отзывы. Крупный западный игровой портал IGN дал ей рейтинг «Incredible» и оценил на 9,5 баллов из десяти, присудил ей награду Editors Choice Award; а в 2007 году поставил на десятое место в списке 25 лучших игр на платформе Game Boy Advance. Сайт GameZone оценил её на 9,5 баллов из десяти и за выдающиеся заслуги наградил в категории Outstanding Award. Журнал GamePro присвоил проекту максимальную возможную оценку в пять звёзд и отметил его своей наградой Editors Choices. Сайт ComputerAndVideoGames.com оценил игру на девять баллов из десяти, а GameSpot — на 8,1. Критики Eurogamer и 1UP.com хвалили игру сдержанно, от Eurogamer она получила семь баллов, от 1UP.com — рейтинг B-, четыре с минусом по пятибалльной системе.
Многие обозреватели разошлись во мнениях относительно отрицательных качеств игры, особенно противоречивы отзывы о геймплее и графике. IGN похвалил «глубоко проработанный дизайн» и положительно отметил добавление новых функций, таких как бои два на два, усложнившие стратегическую составляющую действа. GamePro также счёл появление сражений два на два благоприятным, оно «привнесло новые испытания» и «сделало тяжёлые бои более разнообразными в стратегическом смысле — именно такой настоящая игра и должна быть». Likewise и ComputerAndVideoGames.com назвали геймплей «невероятно притягивающим и захватывающим». GameZone тоже заметил серьёзные усовершенствования в геймплее, который стал бо́льшим испытанием для игрока, чем когда-либо раньше. Однако портал GameSpot, наоборот, сетовал на недостаточную сложность: «прохождение проще пареной репы», «это уже не то былое испытание». Eurogamer также заявлял, что от игровой механики «очень сильно устаёшь, и устаёшь быстро». Обозреватель 1UP.com тоже почувствовал, что игры стали шаблонными, а бои два на два откровенно не доработаны.
ComputerAndVideoGames.com восторгался графикой, называя её «великолепной». Однако другие обозреватели проявили меньше энтузиазма по этому поводу. Из рецензии GamePro следует, что графика «только на чуточку лучше», чем у предшественников с Game Boy Color; авторы GameZone уверены, «игра использует слишком простую анимацию и дизайн персонажей, которые практически не претерпели изменений со времён чёрно-белого Game Boy». IGN и 1UP.com отметили, что графика пережила только незначительную модернизацию, а Eurogamer посчитал её «поднявшейся на лучший функциональный уровень». Музыкальное сопровождение сильно видоизменилось: GameZone и GameSpot согласились насчёт броскости звуковых дорожек; GameZone дал аудио восемь баллов из десяти, упомянув также, что «местами музыка очень раздражает, но в целом она неплохая». «В течение долгого времени я заставал себя напевающим мелодии из игры», — пишет журналист GameZone. Некоторые отзывы включали жалобы по поводу удаления системы смены дня и ночи, которая присутствовала в Gold и Silver, критиковалось отсутствие возможности обмениваться покемонами с играми предыдущих поколений.

### Продажи
Pokémon Ruby и Sapphire были чрезвычайно ожидаемыми играми. За первые четыре дня после релиза продажи в Японии составили 1,22 млн копий игр, а за последующие шесть недель доросли до 4,4 миллиона. Они стали самыми продаваемыми среди всех игр 2002 года, начало продаж которых пришлось на время каникул. Также они впервые отгрузили более 2 млн экземпляров со времён Final Fantasy X 2001 года и стали первыми портативными играми, достигшими этой отметки, со времён Yu-Gi-Oh! Duel Monsters 4 2000 года. В одной только Северной Америке Nintendo смогла продать 2,2 млн картриджей к апрелю 2003 года (через месяц после релиза в этом регионе). Игры также пользовались успехом и в Европе — занимали лидирующее место чартов в ходе всего летнего сезона 2003 года. На этот случай ещё до официального выпуска европейские ретейлеры заранее импортировали игры из США, готовясь к большому спросу и хорошим продажам. Набрав 13 млн проданных копий по всему миру, Ruby и Sapphire стали самыми продаваемыми играми для консоли Game Boy Advance. Аналитики связывают отсутствие рекордного коммерческого успеха с резко возросшей популярностью серии Yu-Gi-Oh!, вследствие которой популярность покемонов пошла на убыль. Это заметно в сравнении с продажами предыдущих игр серии: Pokémon Red и Blue продались тиражом в 21 млн копий по всему миру, а Pokémon Gold и Silver набрали в мире чуть меньше 14 млн копий.

## Связанные игры

### Pokémon Emerald
Pokémon Emerald (яп. ポケットモンスター　エメラルド Покэтто монсута: Эмэрарудо) с изображённым на обложке покемоном Рейквазой — двенадцатая игра в серии Pokémon и одиннадцатая из вышедших в Северной Америке и Европе. Эта игра — улучшенная версия Ruby и Sapphire, выпущенная в Японии в 2004 году, а в Северной Америке и Европе — в 2005-м.
Хотя геймплей остался практически таким же, как в Ruby и Sapphire, Emerald имеет свои особенности. Сюжет был модифицирован: теперь и Команда Магма, и Команда Аква являются злодеями, которые в ходе преступной войны пробуждают Гроудона и Кайогра соответственно. Когда эти два легендарных покемона начинают бороться друг против друга, главный герой должен привести Рейквазу, третьего легендарного покемона, чтобы он успокоил их. Часть механики игры также подверглась изменению. Хотя бои два на два появились ещё в Ruby и Sapphire, в Emerald добавилась возможность объединения двух любых тренеров в сюжетной части игры для совместных сражений. Теперь после прохождения Элитной четвёрки игрок может заново вызывать лидеров спортзалов на бой, в том числе и на бой два на два. Спрайты покемонов во время боя отныне анимированы, как это было в Pokémon Crystal. Одно из самых заметных нововведений — так называемый Боевой рубеж, расширенная версия Башни сражений из Ruby и Sapphire.
Emelald удостоился в основном положительных отзывов. Игра имеет совокупный рейтинг 77 % на Game Rankings. GameSpot остановился на оценке 7,5 из десяти; IGN дал ей рейтинг «Great» и оценил на восемь баллов из десяти возможных. Сайт Eurogamer присудил Emerald шесть баллов из десяти: «Это даже не наполовину обрезанное дополнение, а просто какая-то режиссёрская версия», но при этом похвалил разработчиков за более качественную графику по сравнению с Ruby и Sapphire, а также за более продолжительный и тяжёлый геймплей. Emerald был вторым по объёму продаж бестселлером в США в 2005 году; эта игра продалась тиражом в 6,32 млн копий, став третьей по объёму продаж игрой на Game Boy Advance. В ноябре 2005 года журнал Nintendo Power сообщил, что «суммарный объём продаж Pokémon Emerald превышает ценность изумруда размером с Нептун». В 2011 году было объявлено, что игра продаётся в Японии по настоящее время — только за один 2010 год продажи составили примерно 7724 картриджа.

### Pokémon Box Ruby & Sapphire
Pokémon Box Ruby & Sapphire, или просто Pokémon Box — игра из серии Pokémon, выпущенная для консоли Nintendo GameCube в 2003 году в Японии и год спустя в Северной Америке. Североамериканская версия продавалась только в магазине New-York Pokémon Center, а также в интернет-магазине, принадлежащем ему. Она шла в комплекте с кабелем Nintendo GameCube Game Boy Advance Cable, предназначенным для соединения консолей GameCube и Game Boy Advance, и картой памяти Memory Card 59. Сейчас она больше не доступна для покупки. Игра также продавалась в некоторых странах Европы под названием Pokémon Memory Magic (название сменилось из-за проблем с переводом), к тому же, европейцы могли покупать игру, используя баллы Программы лояльности Nintendo of Europe или покупая набор Pokémon Colosseum Mega Pak.
Игра по сути является системой хранения для игр Pokémon c Game Boy Advance, которая позволяет игрокам менять и хранить на карте памяти GameCube покемонов, которых они поймали в Ruby, Sapphire, Emerald, FireRed и LeafGreen. Игроки могут организовывать покемонов или взаимодействовать с ними, например, давать им размножаться. Это доступно и уникальным покемонам — например, существующим в единственном экземпляре, либо паре единственных в своём роде покемонов, либо покемонам, радикально отличающимся от других представителей своего вида. Другая функция игры позволяет игрокам играть на телевизионном экране через GameCube Game Boy Advance Cable. Кроме того, в этом режиме доступна функция создания скриншотов. Существует также режим Витрина (англ. Showcase), где игроки могут создавать и просматривать собственные выставки покемонов.
Крэйг Харрис из IGN дал игре рейтинг «Meh» и оценил её на пять баллов из десяти, однако похвалил интерфейс, сделавший процесс организации покемонов более простым, нежели это было на интерфейсе Ruby и Sapphire. Также он считал игру хорошей покупкой, так как там были включены карта памяти и кабель. Однако «Витрину» он посчитал «ненужной и абсолютно неуместной», так как и без этого в игре есть чем заняться. Он писал: «Она предназначена для настоящего фаната покемонов, но содержит в себе слишком много элементов, для того, чтобы быть пригодной каждому». Allgame дал игре три с половиной звезды из пяти возможных.